# Samuel Courtauld
Samuel Courtauld (* 1876; † 1947) war ein englischer Industrieller, Kunstsammler und Mäzen.
Die Courtauld-Familie hatte bereits seit Generationen ein Vermögen mit Textilfabriken verdient, bevor Samuel Courtauld IV (der vierte Namensträger in der Familie) 1908 in die Firma eintrat und schnell zum Direktor aufstieg. Diese Position bekleidete er von 1921 bis 1946. In den zwanziger Jahren erzielte das Unternehmen Courtaulds, ein Hersteller von Viskosefaser (Kunstseide), erhebliche Vermögenszuwächse. 1926 heiratete Courtaulds einzige Tochter, Sydney Elizabeth, den konservativen Politiker Rab Butler, der später die Ämter des Innenministers, Schatzkanzlers, Lordsiegelbewahrers, Erziehungsministers und Arbeitsministers bekleidete.
Sein Landsitz Gatcombe Park wird heute von Prinzessin Anne, der Tochter von Königin Elisabeth II. bewohnt.
1917 sah Courtauld in der Tate Gallery die Ausstellung mit impressionistischer Malerei des Sammlers Sir Hugh Lane. In London war diese Malerei in öffentlichen Sammlungen nur spärlich vertreten, was am damaligen Konzept der Museen lag. Die Tate Gallery sammelte bis dahin nur britische Kunst und die National Gallery nur Bilder von verstorbenen Künstlern. In den 1920er Jahren baute Samuel Courtauld eine beeindruckende Sammlung der Kunst des Impressionismus und des Spätimpressionismus auf. Ihm gelang der Ankauf von Meisterwerken wie Édouard Manets Bar in den Folies-Bergère, Vincent van Goghs Selbstporträt mit verbundenem Ohr, Paul Cézannes Montagne Sainte-Victoire und Pierre-Auguste Renoirs La Loge. Nach dem Tod seiner Frau Elisabeth (1931) gründete er 1932 das Courtauld Institute of Art in London, eine Hochschule für Kunsthistoriker. Nachdem er schon in den 1930er Jahren einige Kunstwerke dem Courtauld Institute geschenkt hatte, vermachte er nach seinem Tod den Großteil seiner Sammlung zusammen mit seinem Wohnhaus am vornehmen Londoner Portsman Square dieser Einrichtung.
1923 stiftete Courtauld £ 50.000,- für den Courtauld Fund, mit dem die Tate Gallery und die National Gallery französische moderne Kunst ankaufen sollten.
Im Jahre 1933 stellte Courtauld die finanziellen Mittel zur Verfügung, die es ermöglichten, die Privatbibliothek von Aby Warburg aus Hamburg nach London zu bringen. Die Bibliothek wurde im Jahre 1944 „auf ewig“ der Universität London überlassen und besteht dort weiterhin als Warburg Institute.

## Courtauld Institute of Art
(Auswahl)

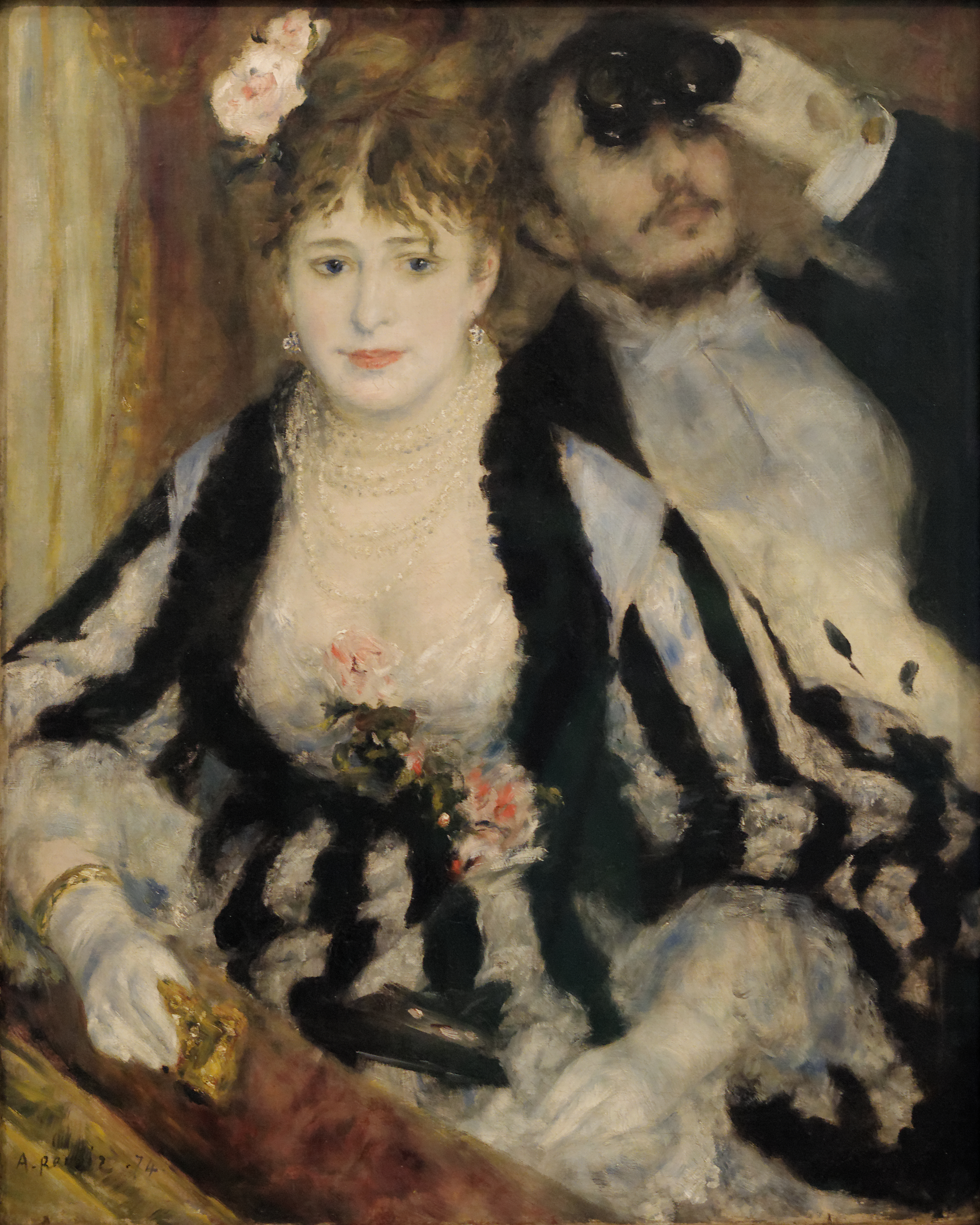
Pierre-Auguste Renoir: La loge
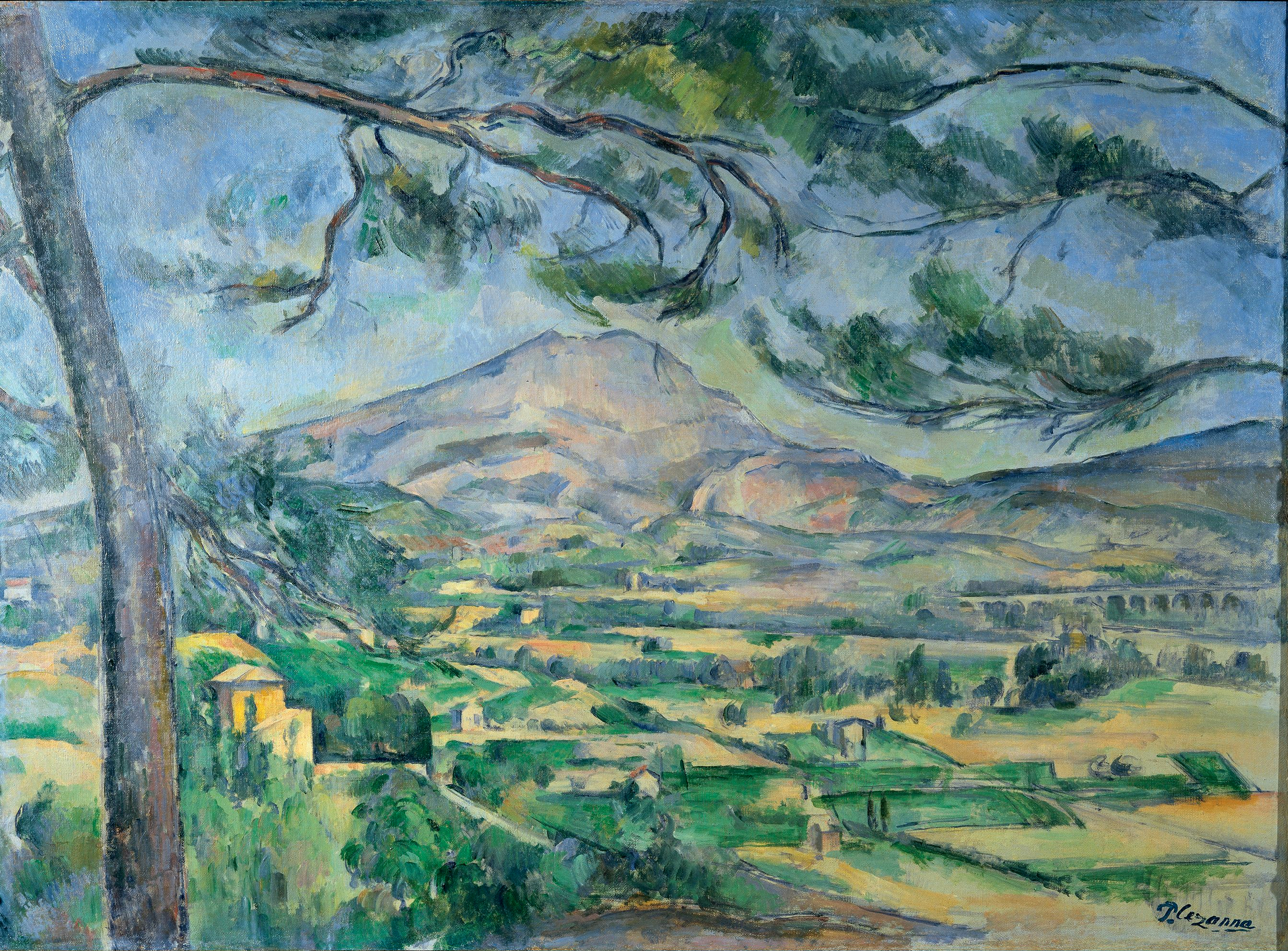
Paul Cézanne: Mont Sainte-Victoire
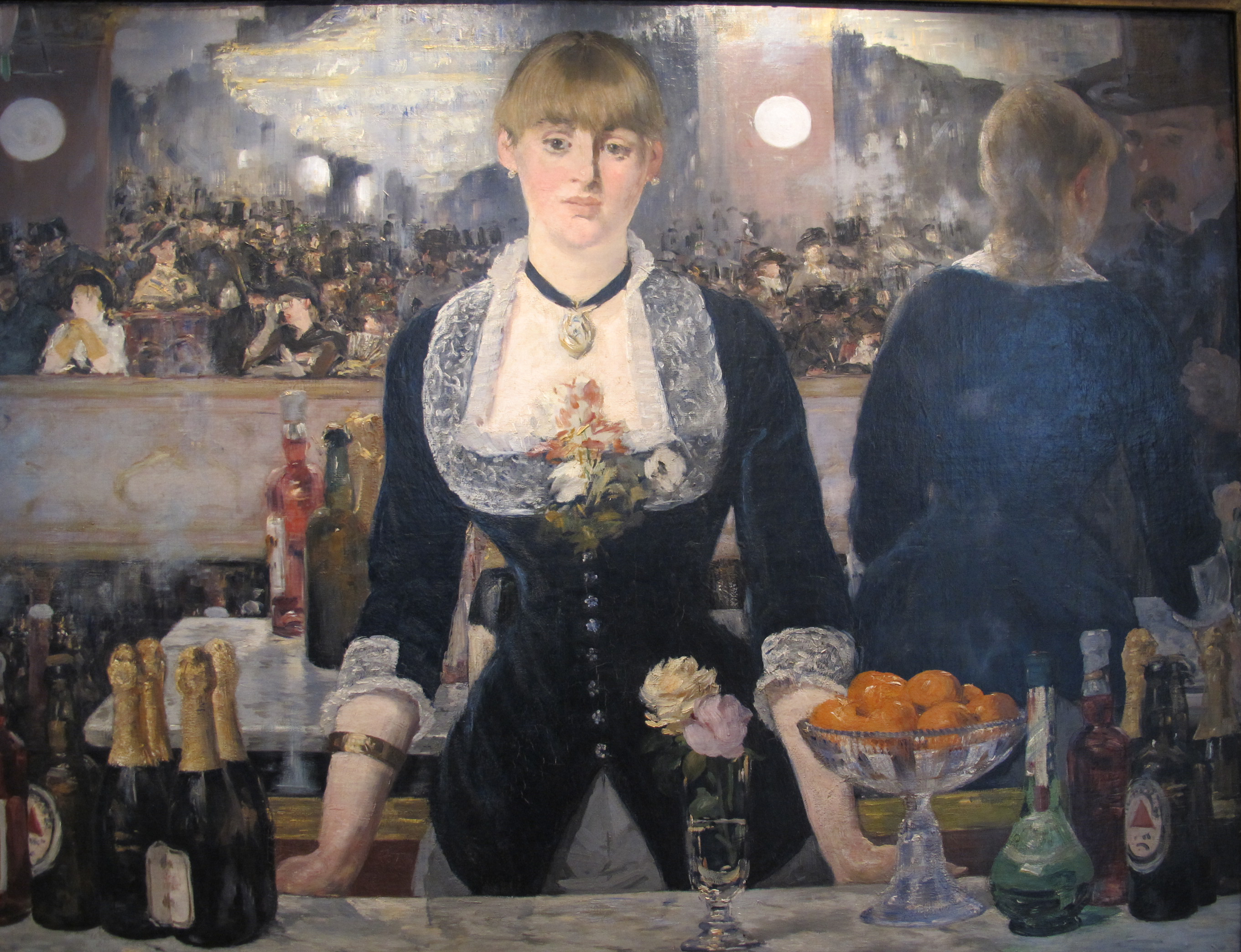
Édouard Manet: Bar in den Folies-Bergère
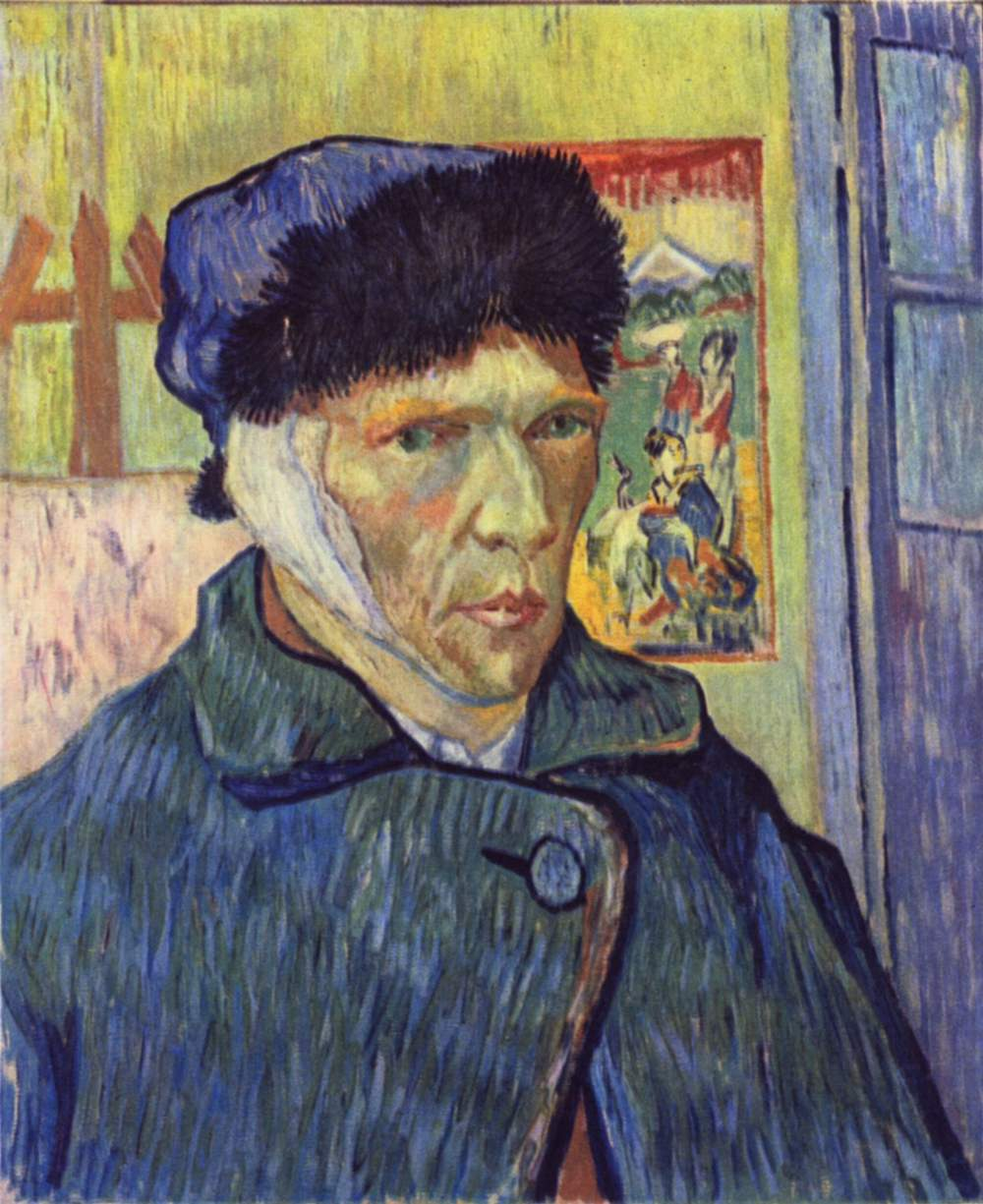
Vincent van Gogh: Selbstporträt mit abgeschnittenem Ohr

## Courtauld Fund in der National Gallery in London

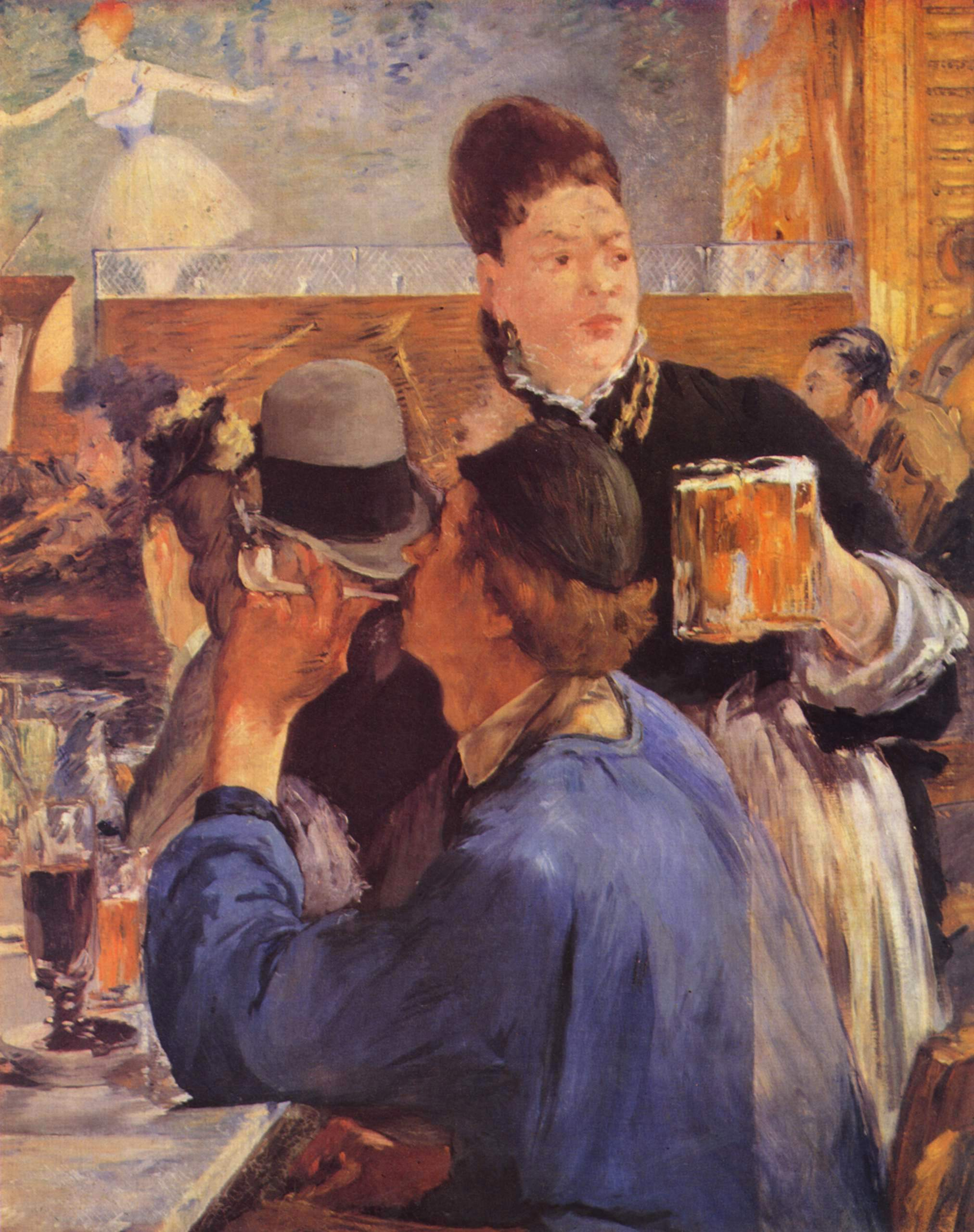
Édouard Manet: Bierkellnerin
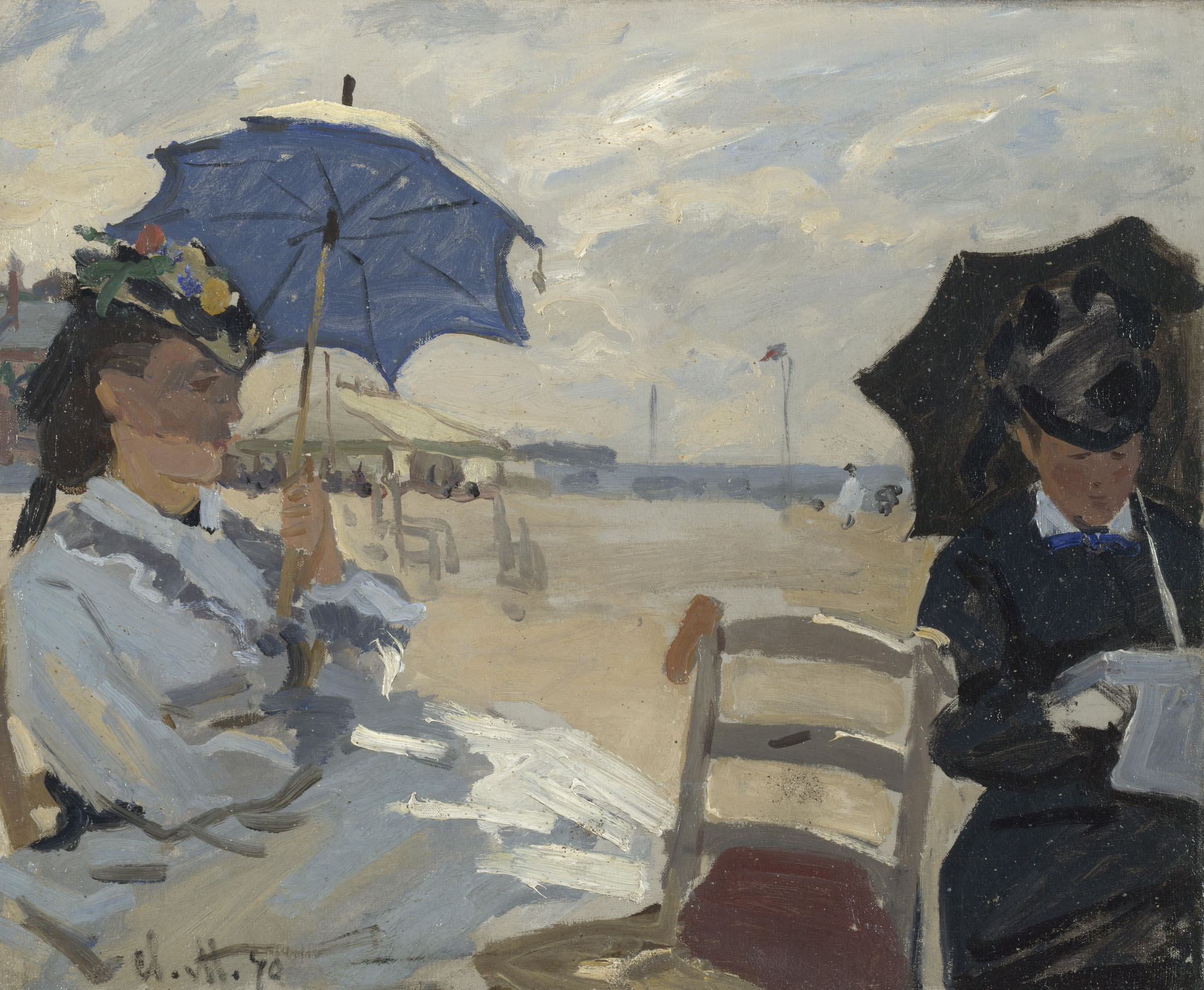
Claude Monet: Am Strand von Trouville
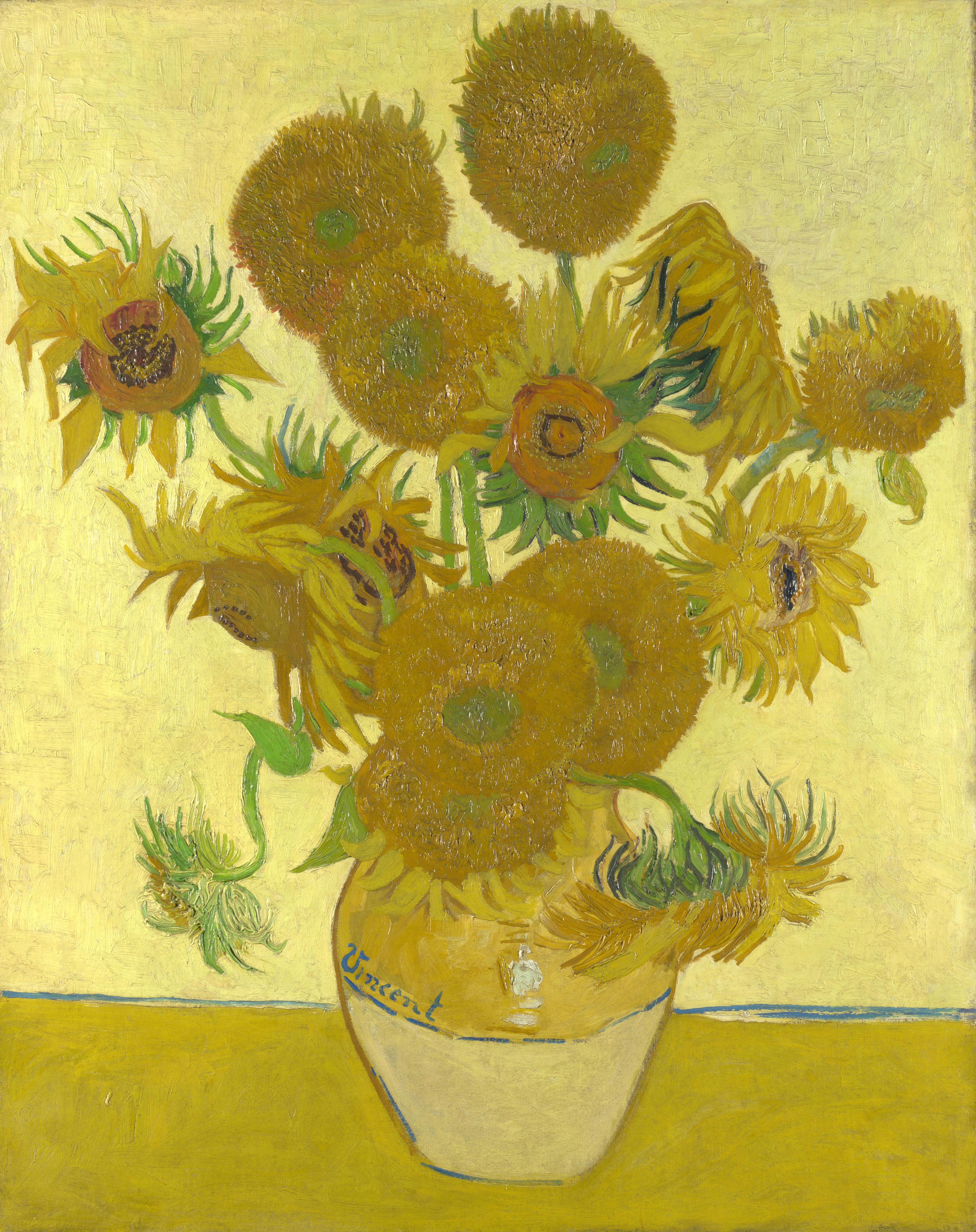
Vincent van Gogh: Sonnenblumen
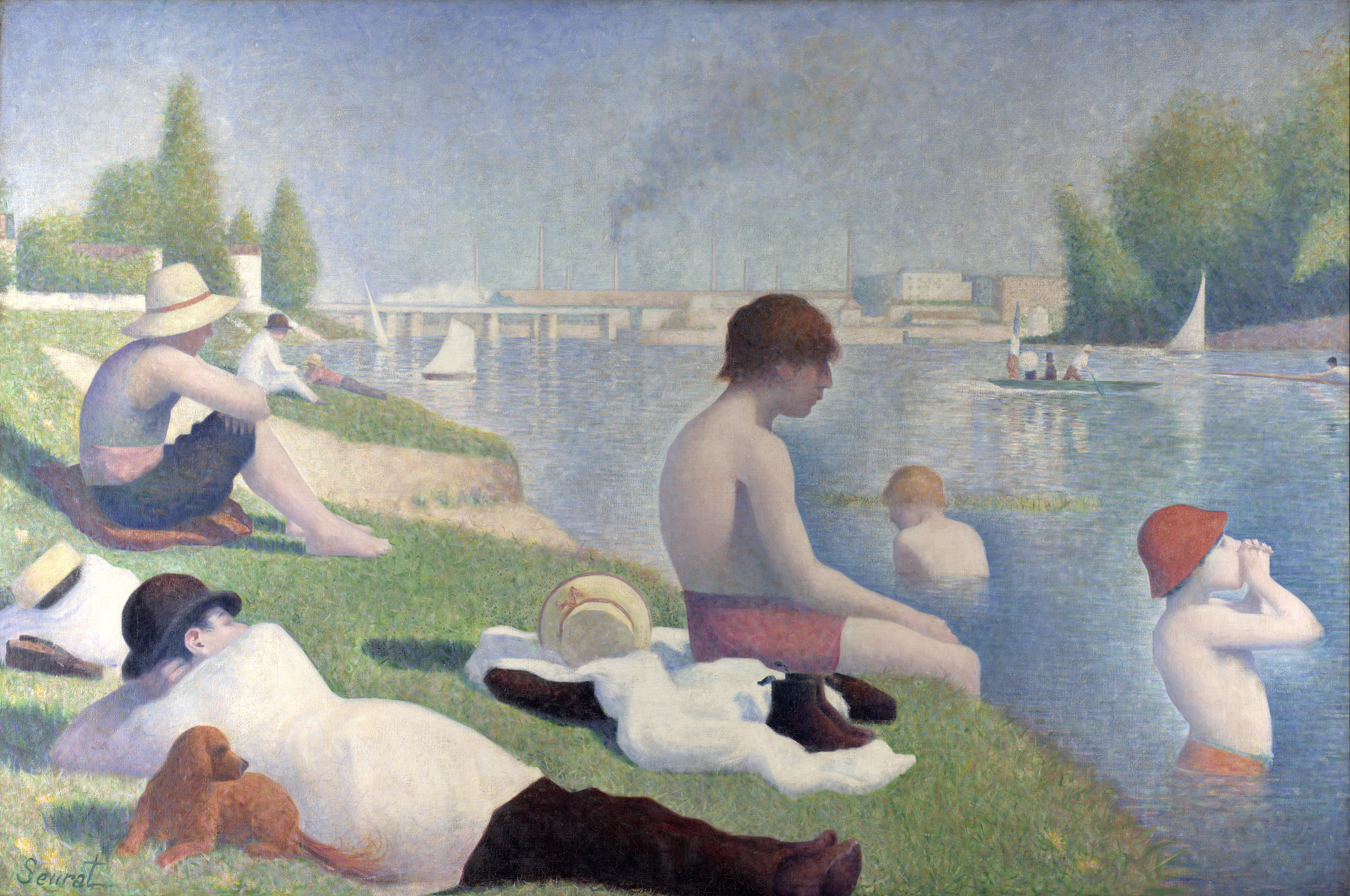
Georges Seurat: Badeplatz in Asnières